# Michel Crespin (auteur)
Pour les articles homonymes, voir Michel Crespin et Crespin.
Michel Crespin, né le 28 avril 1955 à Gap et mort le 14 février 2001 aux Costes (Hautes-Alpes), est un auteur français de bandes dessinées.

## Biographie
Il est né dans les Hautes-Alpes. Après deux ans d'Arts-Déco à Nice il regagne ses montagnes (commune: Les Costes) où il travaillera jusqu'à sa mort.
Publié dans Métal hurlant, Michel Crespin sort son premier album aux Humanoïdes Associés en 1979, Marseil. Chez le même éditeur suivra le cycle Armalite 16 avec quatre albums ainsi que Attentes.
Michel Crespin explore le Moyen Âge à partir de 1991 chez Vents d'Ouest avec sa saga Troubadour en trois brins, puis avec les Faust dont le deuxième tome est paru chez Casterman...
Publié au Japon chez Kodansha, Elie, où il raconte son fils et ses montagnes, paraît en 1996.
Sorti en octobre 2008, l’album Villa Toscane est publié, à titre posthume, chez Futuropolis.
En parallèle, Michel Crespin illustre des textes de Je Bouquine et des livres pour enfant d'Eric Boisset chez Magnard. Il travaille aussi pour un grand nombre d'ouvrages collectifs contre le nucléaire, pour Greenpeace, pour Amnesty International, pour l'aide aux taulards, pour les Innus, pour les enfants des cités, sans oublier la défense de ses montagnes et sa région.
Michel Crespin reçoit des prix aux festivals d'Angoulême, de Pertuis, d'Audincourt, de Saint-Malo, où des expositions lui sont consacrées.
Il obtint, en 1999, pour l'ensemble de son œuvre, le Prix « Grand Boum-Caisse d'Epargne », décerné par le festival bd BOUM à Blois.
Il meurt, à l'âge de 45 ans, des suites d’une rupture d’anévrisme en février 2001 à son domicile, dans les Hautes-Alpes,.

## Publications

### Albums de bande dessinée
- Marseil, Les Humanoïdes associés, 1979. Première édition couleur 1982.
- Armalite 16, Les Humanoïdes associés :

1. Armalite 16, 1980.
2. Lune Blanche, 1981[5].
3. Dorianne, 1985.
4. Les Infernets, 1987[6].

- Attentes, Les Humanoïdes associés, coll. « Pieds jaloux », 1982.
- Troubadour, Vents d'Ouest :

1. Troubadour : Premier Brin, 1991.
2. Troubadour : Second Brin, 1992[7].
3. Troubadour : Troisième Brin, 1993.

- Faust d'Heidelberg (dessin), avec Karel Doyen (scénario) :

1. Le Remords de Dieu, Vents d'Ouest, coll. « Gris feu », 1995.
2. L'Étudiant, Casterman, 1998[8].

- Élie, Casterman, coll. « Manga », 1996.
- Villa Toscane (dessin), avec Greg Newman (scénario), Futuropolis, 2008. Album dessinée en 1990.

### Livres illustrés
- M. Boulaire, En fuite,  Bayard Presse, coll. « Je Bouquine », 1990.
- Évangile de Marc, adapté par Georges Carpentier, Deux coqs d'or, 1995.
- Arkandias 3 tomes aux éd. Magnard (1996-1998)
- Nicos Tratos Magnard (1999)

### Ouvrages collectifs
- Zodiaques (1983), ouvrage collectif avec Arno, Caro, Caza, Yves Chaland/Doug Headline, Cheraqui, Luc Cornillon, Michel Crespin, Dodo/Ben Radis, Jean-Claude Gal, Paul Gillon, Dominique Hé, Kent Hutchinson, Chantal Montellier, Hugo Pratt, Martin Veyron, Al Voss/Angelfred, Éd. Les Humanoïdes Associés, coll. « Pied jaloux »
- Le désert est plus beau que tout (1987)
- Au Secours (1994)
- Tutti Frutti (1995)
- Sixty Blocs (1996)
- Paroles de taulards (1999)
- Innuat - en quête de mémoires (2000)

## Récompenses
- 1996 : prix Bonnet d'âne à Quai des Bulles[9]
- 1999 : prix Grand Boum - Caisse d'Epargne[2],[10]